# 23411 Bayanova
23411 Bayanova este un asteroid din centura principală de asteroizi.

## Descriere
23411 Bayanova este un asteroid din centura principală de asteroizi. A fost descoperit pe 26 septembrie 1978 la Observatorul de Astrofizică din Crimeea de Liudmila Juravliova. Asteroidul prezintă o orbită caracterizată de o semiaxă mare de 2,30 ua, o excentricitate de 0,13 și o înclinație de 5,6° în raport cu ecliptica.